# والتر مارتي
والتر مارتي (مواليد 1 أبريل 1910) هو ملاكم سويسري، مثّل بلاده في الألعاب الأولمبية الصيفية 1936.

## روابط خارجية
والتر مارتي على موقع أوليمبيديا (الإنجليزية)